# جاكلين روبن
جاكلين روبن (بالفرنسية: Jacqueline Robin)‏ هي عازفة بيانو فرنسية، ولدت في 11 ديسمبر 1917 في Saint-Astier, Dordogne ‏ في فرنسا، وتوفيت في 3 فبراير 2007 في فال دواز في فرنسا.

## وصلات خارجية
- جاكلين روبن على موقع ميوزك برينز (الإنجليزية)
- جاكلين روبن على موقع أول ميوزيك (الإنجليزية)
- جاكلين روبن على موقع أول ميوزيك (الإنجليزية)
- جاكلين روبن على موقع ديسكوغز (الإنجليزية)
- جاكلين روبن على موقع ديسكوغز (الإنجليزية)